# Йосташ III
Йосташ III (на френски: Eustache III; * 1066, Лотарингия; † ок. 1125, Франция) е граф на Булон в периода 1088 – 1125.

## Живот
Син е на граф Йосташ II (1020 – 1085) и Ида Лотарингска (ок. 1040 – 1113). Брат е на Балдуин I (* 1058; † 1118), крал на Йерусалим, Годфроа дьо Буйон (* 1061; † 1100), първият владетел на Йерусалимското кралство, и Ида, омъжена за ∞ Херман I граф на Малсен-Куик († ок. 1080) и ∞ Куно граф на Монтегю, синьор дьо Рошфор.
През 1096 г. Йосташ взима участие в Първия кръстоносен поход с двамата си братя Готфрид дьо Буйон и Балдуин дьо Булон, които основават Йерусалимското кралство през 1099 г. След смъртта на Балдуин, който е коронован за първия крал на новото кралство, Йосташ отказва да го наследи на престола и се връща в Европа.
Към 1101 г. се жени за Мери Шотландска, дъщеря на крал Малкълм III Шотландски и Маргарет Шотландска. От брака им се ражда Матилда, бъдеща кралица на Англия в периода 1135 – 1152.
По-късно воюва във Фландрия. Известно е също, че построява и църква „Св. Никола“. През 1125 г. се замонашва във Франция.

## В литературата
- Йосташ е един от персонажите на цикъла епични средновековни поеми, възпяващи кръстоносния поход – „Песен за рицаря с лебеда“.